# Melecta edwardsii
Melecta edwardsii är en biart som beskrevs av Cresson 1878. Melecta edwardsii ingår i släktet sorgbin, och familjen långtungebin. Inga underarter finns listade i Catalogue of Life.